# Service central de protection contre les rayonnements ionisants
Le Service central de protection contre les rayonnements ionisants (SCPRI) est un ancien organisme public français, créé en 1956 et dépendant du ministère de la Santé. Il a alors pour mission de protéger les populations et les travailleurs de l'industrie nucléaire des dangers des rayonnements ionisants.
Alors qu'il est dirigé par le professeur Pierre Pellerin, le SCPRI connaît une considérable médiatisation en 1986, pendant les jours qui suivent la catastrophe de Tchernobyl, sur la communication des conséquences du nuage radioactif. Le communiqué du SCPRI, repris par le gouvernement, indique en effet que les taux de radioactivité en France les plus élevés sont en dessous des seuils à partir desquels il y a danger.
Le 19 juillet 1994, le SCPRI est remplacé par l'OPRI. Celui-ci est intégré le 13 février 2002, à l'IPSN pour former l'IRSN.